# Джанкарло Феррарі
Джанкарло Феррарі  (італ. Giancarlo Ferrari; 22 жовтня 1942) — італійський лучник, олімпійський медаліст.

## Виступи на Олімпіадах
| Олімпіада         | Дисципліна | Місце |
| ----------------- | ---------- | ----- |
| Мюнхен 1972       | особисті   | 33    |
| Монреаль 1976     | особисті   | 3     |
| Москва 1980       | особисті   | 3     |
| Лос-Анджелес 1984 | особисті   | 25    |
| Сеул 1988         | особисті   | 33    |
| Сеул 1988         | командні   | 9     |